# Dispositif (philosophie)
Pour les articles homonymes, voir Dispositif.
Le dispositif, au sens philosophique, est une notion théorisée par plusieurs penseurs du XXe et du XXIe siècle pour décrire un mode de gouvernance stratégique de l'action. Un dispositif instaure certains rapports de force pour orienter, bloquer, stabiliser et utiliser des formations sociales prises dans les effets pragmatiques d'un discours, d'une technique, d'une idéologie. De ce fait, il peut aussi s’appliquer à d’autres champs des sciences sociales, tels que la sociologie ou la géographie ou les sciences de l'information et de la communication.

## Dispositifs de pouvoir
Michel Foucault est souvent cité dans la théorie actuelle du dispositif. Il a développé ses idées sur le dispositif à partir des années 1970 dans L'Ordre du discours et Surveiller et punir (voir l'article institution disciplinaire), ainsi que dans divers entretiens recueillis auprès de revues, telles qu’Hérodote (entretien avec Michel Foucault, 1976) et Ornicar (Le jeu de Michel Foucault, 1977). C'est au cours de son entretien dans la revue Hérodote que Michel Foucault a ses premiers rapports avec les sciences de l'espace.  
Foucault définit le dispositif comme un ensemble hétérogène constitué de discours, d’institutions, d’aménagements architecturaux, de règles et de lois, etc. En d’autres termes, le dispositif est constitué de dit (les discours) et de non-dit (les formes architecturales, par exemple). Le dispositif est représenté par le réseau établi entre ces différents éléments. De plus, il est toujours inscrit dans une relation de pouvoir. Le dispositif a essentiellement une fonction stratégique, il est mis en place pour répondre à une urgence (exemple de l'épidémie de peste ci-dessous). Ce réseau hétérogène a comme un jeu, c’est-à-dire des changements de position : il s’adapte et se réajuste en permanence. De plus, le dispositif est le « lieu d'inscription des techniques d'un projet social, agissant par la contrainte et visant le contrôle des corps et des esprits ». En d'autres termes, le dispositif a des influences sur nos comportements. 
Foucault s’est particulièrement intéressé aux dispositifs disciplinaires, comme les prisons, les hôpitaux ou les casernes. Ces derniers possèdent une dimension sociologique et géographique. Sur le plan sociologique, Foucault nous explique que la formation passe par la discipline : lorsqu’un individu commet une erreur ou un délit, il doit être puni ; à l’inverse il reçoit une récompense lors d’une bonne action. Dans ce système de gratification et punition, les récompenses doivent être plus fréquentes que les punitions. En résumé, toutes ces mesures permettent à la société de réduire les comportements déviants et de s’homogénéiser. Ce sont des instruments de pouvoir. Sur le plan géographique, l’espace permet de mettre en évidence certaines formes de pouvoir et donc d’induire des comportements auprès d’individus. Un des plus grands paradigme de cette application est celui d’une prison parfaite créée par Foucault en s’inspirant de deux faits :  
- Premièrement, il sort de l'oubli le projet du Panopticon[2] de Bentham. Le Panopticon est une figure architecturale composée d’un bâtiment en forme d’anneau, et une tour en son centre. Les surveillants se trouvent dans la tour, tandis que les prisonniers sont confinés dans des cellules tout autour. Les gardiens perçoivent simultanément toutes les chambres des prisonniers. Les détenus savent qu’ils peuvent être constamment observés, mais ils ne savent pas quand ils le sont. Dans le doute, ils agissent correctement pour éviter les sanctions. À force, ils finissent par intérioriser ces normes de comportement. Le panoptisme est donc une technique de surveillance systématique et omniprésente des prisonniers leur permettant d’intégrer un bon comportement en vue de leur retour dans la société.

- Deuxièmement, au XVIIe siècle lors d’épidémie de peste[2], on divisait la ville en plusieurs espaces et on interdisait aux gens d’en sortir pour éviter la contagion. Chaque quartier était surveillé par un intendant et chaque rue par un syndic. Ainsi tout le monde se sentait observé. Personne n’osait sortir de la rue qui lui était assigné et cela permettait de réduire l’épidémie.

Dans Le sujet dans les dispositifs de pouvoir, Simon Lemoine effectue une reprise du concept foucaldien de dispositif. Il montre, par une étude du détail, comment et pourquoi un sujet est littéralement produit par les dispositifs qu'il fréquente (école, usine, prison, hôpital, caserne, etc.). Simon Lemoine montre (notamment par l'observation participante) que la thèse de Foucault, qui avance que les dispositifs produisent l'âme même des sujets, est toujours valable aujourd'hui, et cela dans de nouveaux dispositifs (centre d'appels, supermarché, nouvelles prisons, etc.). Néanmoins, l'auteur ne considère pas que le dispositif domine l'individu, il "porte" plutôt les sujets, au sens où il les rend possible (le dispositif laisse une marge de manœuvre, qui permet à l'individu de se faire sujet sous l'assujettissement). Les dispositifs contemporains sont éminemment dangereux en ce qu'ils colonisent l'action même des individus qui se font sujets (par exemple avec le coaching).
Julien Gargani, quant à lui, met en évidence l'influence des dispositifs à l'université et dans le milieu de la recherche. Il y décrit comment les techniques ainsi que l'organisation administrative et architecturale permettent de surveiller la production académique. 

## Dispositif spatial
Le géographe, Michel Lussault introduit le concept de dispositif spatial en s'inspirant des travaux de Michel Foucault, il applique trois de ces idées principales : ensemble pratique - dispositif spatial - système normatif. L'espace d'application de ces concepts est l'espace urbain.
Pour Michel Lussault, un dispositif spatial est mis en place par une agency qui s’appuie sur des savoirs. Il utilise le terme d’ « agency » en faisant référence aux autorités au sens large (exemples : agence de pub, agence de communication, institutions gouvernementales). Il définit le dispositif spatial comme : « un ensemble composé d’acteurs (humains) mais aussi d’actants (non humains- ou plus abstraits). Le territoire fait partie de ces « actants » qui joue un véritable rôle quasiment comme une personne dans un débat, dans une stratégie publique. Le rôle des médiations visuelles (images, photos…) est crucial pour faire accéder le territoire au statut presque humain d’acteur dans une situation de pouvoir. ». Le dispositif est disposé et disposant, le territoire joue un rôle d’opérateur d’interaction. Michel Lussault montre que le « dispositif correspond à bien plus qu’un simple objet doté d’effet (cartes, plans), il est hybride de matérialité (la ville), et d’idéalité (valeurs, idéologies territoriales) ».
Le dispositif spatial est donc un ensemble d’éléments hétérogènes, activé par une institution stratégique qui vise à produire des effets normatifs sur les individus. Michel Lussault nous dit dans sa définition que le dispositif est principalement le produit d'acteurs à capital social élevé. Néanmoins, Claire Hancock nuance ces propos en admettant que certains acteurs à capital social faible sont capables de produire des dispositifs spatiaux (exemple : les squats). De ce fait, tout espace peut être pensé comme dispositif spatial. Ce concept polysémique peut, par exemple, aider à comprendre le fonctionnement des aménagements urbains. 
Ce concept est ainsi devenu un outil conceptuel des géographes, car il articule la matérialité et le rapport de pouvoir/de force. Celui-ci trouve une application dans une multiplicité de lieux.
- Michel Lussault fait un parallèle avec le concept de dispositif et les politiques de santé publique en étudiant la construction locale d’une politique de santé publique. Dans ce cas, il fait intervenir la volonté de répondre à un trouble social provoqué par la toxicomanie dans la ville. Il montre qu’il n’y a pas une politique de santé publique mais bien une multitude d’intervenant (associations, autorités municipales…). Ceux-ci interagissent entre eux. Ces interactions produisent un agencement territorial, et vice versa. Ainsi, il donne l’exemple du dispositif spatial sanitaire comme le résultat des agencements effectués par les intervenants (associations, autorités municipales, Conseil général…). En d’autres termes, le dispositif spatial est « [le résultat] d’une mise en place de façon contingente, sans intentionnalité préalable claire de le produire tel quel, par une série d’ajustements entre les différents acteurs qui, chacun, contrôlent préférentiellement certaines fractions de ce dispositif qu’ils évaluent assez intuitivement […] »[10]. Il met en exergue la vision fragmentée de ces politiques en expliquant qu’elles émergent en répondant à une certaine vision du trouble social qu’elles tentent de réguler.

- Jean Estebanez, agrégé et docteur en géographie de l'Université Paris Diderot et de l'Université de Genève, fait des recherches sur le dispositif spatial du jardin zoologique. Il étudie le zoo comme « un système qui rend concrets, efficaces mais discrets un pouvoir et des normes en les inscrivant matériellement dans un lieu bien précis »[11]. Il met en exergue la dissymétrie fondamentale de position et de pouvoir entre les humains et les animaux, et met en avant la dimension spectaculaire du zoo. De plus, il a réalisé le même travail en étudiant les aquariums.
- Olivier Milhaud, maître de conférence en géographie à l'Université Paris Sorbonne, s’approprie le concept de dispositif spatial pour se focaliser sur l’étude des prisons à travers l’espace[12]. La prison est, selon lui, une peine géographique. Cet outil permet à Milhaud d’appréhender la prison non pas uniquement à travers son architecture carcérale (panoptique) mais bien de comprendre spatialement le dispositif carcéral. Par exemple, il démontre que les prisonniers tentent de contrer leurs « peines privatives de libertés » dans le but d’étendre leurs pratiques spatiales et ainsi d’accéder à de nouveaux espaces (cuisines, bibliothèques, jardins).

## Dispositif dans l'art[13],[14],[15]
Jean Davallon s'intéresse principalement au concept de dispositif à travers l'art et les annonces publicitaires. Pour lui, la publicité et les expositions sont des « dispositifs résultant d'un agencement de choses dans un espace. ». Les expositions peuvent être considérées comme un double positif. Premièrement, elles rassemblent des objets sur lequel il y a un discours. Puis, elles ont lieu dans une salle avec une structure spécifique et institutionnelle, qui agit sur le comportement des individus (être silencieux, ne pas toucher les objets).
D'autres chercheurs, comme Teresa Castro, s'intéressent aux dispositifs d'images et de la manière dont celles-ci impactent le spectateur. En s'appuyant sur les panoramas géographiques, celle-ci démontre que le dispositif est d'une part éminemment spatial, et d'autre part producteur de vérité. Les panoramas géographiques peuvent être comparés au panopticon, de par leur architecture : les spectateurs se trouvent à la place de la « tour de surveillance » du panopticon et ont une vue d'ensemble du spectacle panoramique. Ce sont des lieux clos, qui abritent une représentation du monde, des lieux de consommation, de sociabilité, de spectacle, de propagande.

## Qu'est-ce qu'un dispositif?
Dans Qu'est-ce qu'un dispositif ?, le philosophe italien Giorgio Agamben reprend la définition de Michel Foucault. Agamben définit le dispositif comme :  « tout ce qui a, d’une manière ou une autre, la capacité de capturer, d’orienter, de déterminer, d’intercepter, de modeler, de contrôler et d’assurer les gestes, les conduites, les opinions et les discours des êtres vivants ». À l'aide de ce concept, il interroge, par exemple, ce qui lie nos modes d'existence à des dispositifs techniques. Contrairement aux dispositifs traditionnels, les dispositifs modernes ont transformé le citoyen en « sujet spectral ». Avec la multiplication de ses dispositifs, comme les téléphones portables ou encore la télévision, l'individu perd de sa liberté. François Fédier traduit la définition de l'essence de la Technique de Martin Heidegger, le Gestell, par le Dispositif.